# A két birodalom mandalája

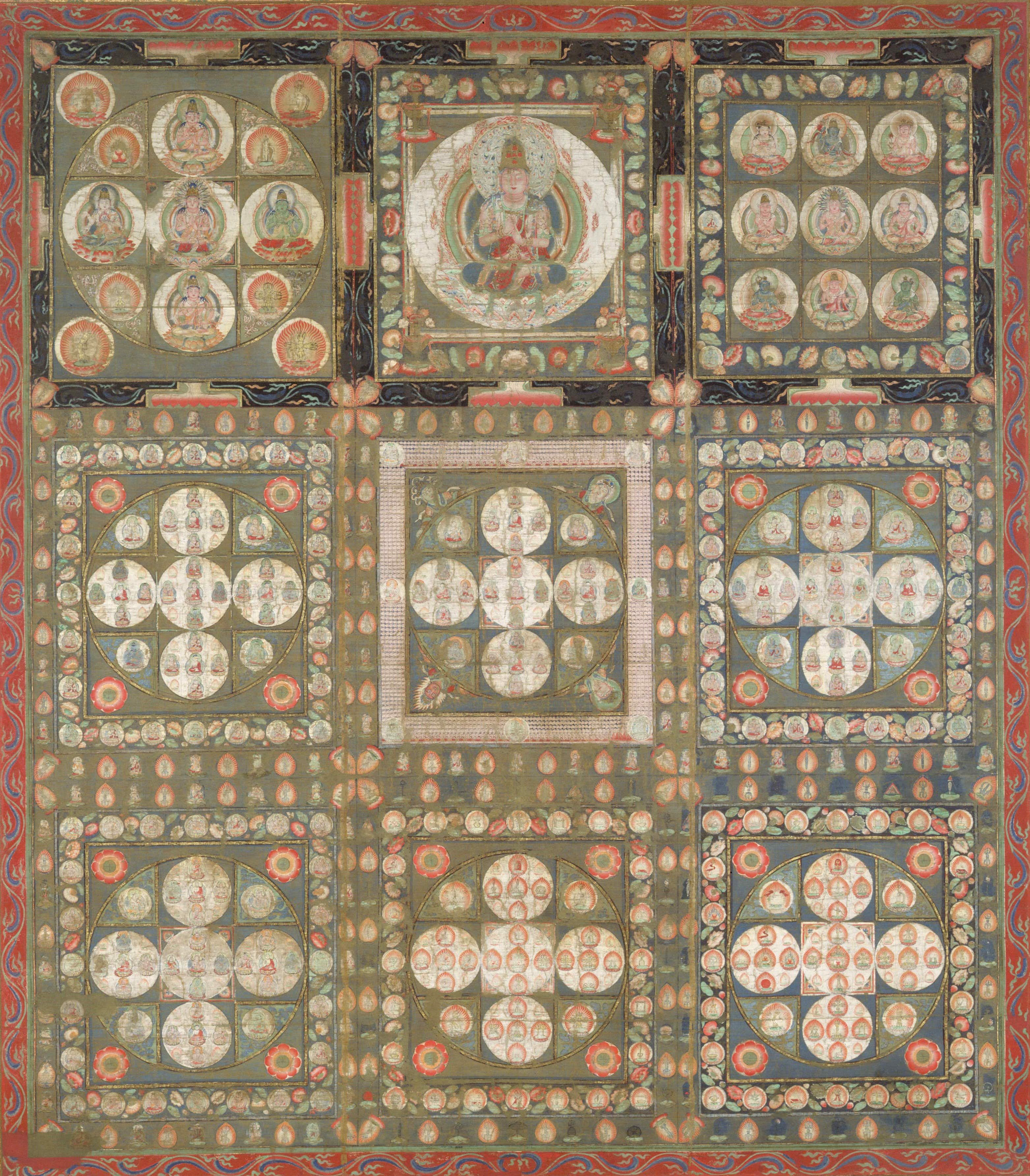
Gyémántbirodalom mandala. Általában 37 istenséget ábrázol (5 bölcsességbuddha, 16 Nagy bódhiszattva, 4 Tökéletesség bodhiszattva, 8 Ajándékozó bodhiszattva, és 4 Őrző bodhiszattva) akik mind Mahávairocsana buddha körül helyezkednek el. Jól láthatóan 9 részre oszlik ez a mandala, ebből például a felső sor középső részében egyedül Mahávairocsana buddha látható.

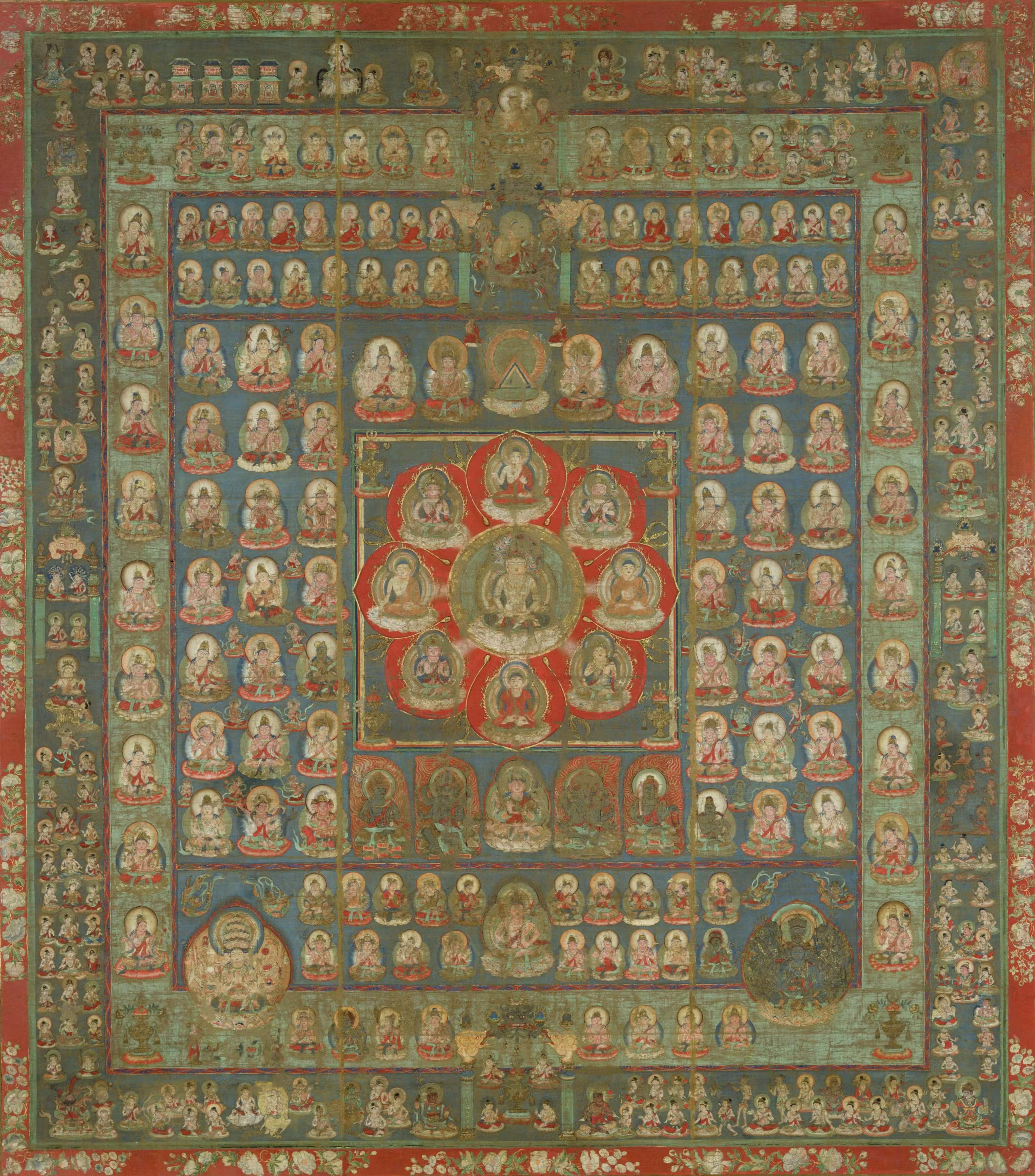
Méhbirodalom mandala. A középső négyzet Vairocsana buddhát korai szakaszában ábrázolja, akit nyolc buddha és bódhiszattva vesz körül (fentről az óramutató járásával megegyezően: Ratnaszambhava, Szamantabhadra, Szamkuszumitaradzsa, Manydzsuszrí, Amitábha, Avalokitesvara, Amoghasziddhi, Maitreja)

A Két birodalom mandalája (japánul 両界曼荼羅 Rjókai mandara) vagy A két osztály mandalája (japánul 両部曼荼羅 Rjóbu mandara) egy két részes mandala készlet, amiben a Gyémántbirodalom öt bölcsességbuddhája és a Méhbirodalom öt bölcsességkirálya egyaránt megtalálható. A mandalák belseje körüli istenségek száma eltérő, de számuk elérheti akár a 414-et is.
A Gyémántbirodalom a Buddha változatlan kozmikus elvét képviseli, míg a Méhbirodalom a Buddha aktív, fizikai megnyilvánulását ábrázolja. Ezért is, a mahájána buddhizmusban együttesen a két mandalára úgy tekintenek, mint a dharma teljes egészének kompakt kifejezésére; továbbá ezen két mandala a forrása a vadzsrajána tanításoknak is.
Különösképp a japán singon buddhista templomokban szokták jól láthatóan kitenni a két birodalom mandaláit, amiket a központi oltár két oldalán helyeznek el. A két mandala feltehetőleg külön-külön fejlődött ki Indiában, és először talán Kúkai mestere (Hui-kuo) egyesíthette őket Kínában.

## Lásd még
- Gyémántbirodalom
- Méhbirodalom
- Öt bölcsességbuddha
- Singon buddhizmus

## Külső hivatkozások
- The Diamond and Womb World Mandalas Dharmapala Thangka Centre
- Mandala of the Womb World Dharmapala Thangka Centre
- Mandara in Japan - Ryokai Mandala, Diamond and Womb World Realms